# Akuma de Sōrō
Akuma de Sōrō (japonês: 悪魔で候), The Devil Does Exist em inglês, é um mangá shōjo de Takanashi Mitsuba. Foi publicado mensalmente entre janeiro de 1999 e agosto de 2002 na revista Margaret com total de 11 volumes, cada tankōbon (volume encadernado) com aproximadamente 192 páginas.

## Sinopse
O título conta a história de Kayano que perdeu o pai anos atrás. A mãe está saíndo com alguém e conta a Kayano que está pensando em se casar com um homem divorciado e que este possui um filho.
Kayano fica feliz pela mãe, só que este homem é o diretor da escola dela, e o seu filho, Takeru, é um típico encrenqueiro que vira a vida de Kayano de cabeça para baixo. E ainda depois disso, Kayano se apercebe de que se apaixonou pelo seu meio-irmão.Os dois enfrentam muitos problemas,já que se tornam irmãos de nome.Kayano sofre por ter que esconder de todos que é namorada de Takeru.E muitos problemas vão surgindo como uma prometida para Takeru,um antigo amor de Kayano.Coisas que vão abalando a relação deles que é fragilizada por seream "irmãos" e morarem sobre o mesmo teto. A série possui também um CD-drama e um Artbook.

## Mídias

### Mangá
Akuma de Sōrō é escrito e ilustrado por Mitsuba Takanashi. Foi publicado em série na revista mensal de mangá shōjo Bessatsu Margaret, iniciando na edição de janeiro de 1999 e finalizando na edição de agosto de 2002. Os capítulos foram posteriormente lançados em onze volumes encadernados pela Shueisha sob o selo Margaret Comics. A série foi relançada em uma edição de sete bunkoban em 2008.

#### Volumes

##### Tankōbon
| N.º | Data de lançamento | ISBN          |
| --- | ------------------ | ------------- |
| 1   | julho de 1999      | 4-08-847094-X |
| 2   | novembro de 1999   | 4-08-847145-8 |
| 3   | março de 2000      | 4-08-847199-7 |
| 4   | julho de 2000      | 4-08-847251-9 |
| 5   | novembro de 2000   | 4-08-847307-8 |
| 6   | abril de 2001      | 4-08-847365-5 |
| 7   | agosto de 2001     | 4-08-847409-0 |
| 8   | dezembro de 2001   | 4-08-847456-2 |
| 9   | abril de 2002      | 4-08-847498-8 |
| 10  | julho de 2002      | 4-08-847533-X |
| 11  | dezembro de 2002   | 4-08-847583-6 |

##### Bunkoban
| N.º | Data de lançamento      | ISBN              |
| --- | ----------------------- | ----------------- |
| 1   | 15 de fevereiro de 2008 | 978-4-08-618693-3 |
| 2   | 15 de fevereiro de 2008 | 978-4-08-618694-0 |
| 3   | 18 de abril de 2008     | 978-4-08-618695-7 |
| 4   | 18 de abril de 2008     | 978-4-08-618696-4 |
| 5   | 16 de maio de 2008      | 978-4-08-618697-1 |
| 6   | 16 de maio de 2008      | 978-4-08-618698-8 |
| 7   | 18 de junho de 2008     | 978-4-08-618699-5 |